# Mohammed Kalibat
Mohammed Kalibat (in ebraico מוחמד כליבאת‎?; Basmat Tab'un, 15 giugno 1990) è un ex calciatore israeliano, di ruolo attaccante.

## Carriera

### Club
Kalibat ha vestito le maglie di Nazaret Illit e Maccabi Haifa, prima che quest'ultima squadra lo cedesse in prestito allo Amutat Kaduregel Hapoel Akko. L'anno seguente, ha militato nel Maccabi Netanya, sempre con la formula del prestito: ha esordito per questo club il 20 agosto 2011, schierato titolare nella sconfitta casalinga per 1-4 contro il Maccabi Haifa. Il primo gol è arrivato il 27 agosto, nella vittoria per 1-3 sull'Ironi Kiryat Shmona. L'anno seguente, si è trasferito in prestito al Bnei Sakhnin.

### Nazionale
Kalibat è stato convocato nella nazionale israeliana Under-21 dal commissario tecnico Guy Luzon, in vista del campionato europeo di categoria 2013.